# Super League 2015 (Cina)
La Chinese Super League 2015, nota come Ping An Chinese Super League 2015 per ragioni di sponsorizzazione, è stata la 56ª edizione del massimo livello del campionato cinese di calcio. Il campionato è iniziato il 7 marzo 2015 e si è concluso il 31 ottobre 2015. Il Guangzhou Evergrande Taobao ha vinto il campionato per la quinta volta consecutiva. La classifica marcatori è stata vinta dal brasiliano Aloísio, calciatore dello Shandong Luneng Taishan, autore di 21 reti. Il Guizhou Renhe e lo Shanghai Shenxin sono stati retrocessi in China League One.

## Stagione

### Novità
Al termine della Chinese Super League 2014 il Dalian Aerbin e l'Harbin Yiteng sono stati retrocessi in China League One. Al loro posto sono stati promossi il Chongqing Lifan, vincitore della China League One 2014 e il Shijiazhuang E.B., secondo classificato.
Lo Shanghai East Asia F.C. ha cambito denominazione in Shanghai SIPG nel dicembre 2014.
Il Guangzhou Evergrande ha cambiato denominazione in Guangzhou Evergrande Taobao nel dicembre 2014.
Il Jiangsu Sainty ha cambiato denominazione in Jiangsu Guoxin-Sainty nel dicembre 2014.

### Formula
Le 16 squadre si affrontano due volte in un girone di andata e ritorno per un totale di 30 partite.

La prima classificata vince il campionato ed è ammessa alla fase a gironi della AFC Champions League 2016.

La seconda classificata accede al terzo turno preliminare della AFC Champions League 2016.

La terza classificata accede al secondo turno preliminare della AFC Champions League 2016.

Le ultime due classificate (15º e 16º posto) retrocedono in China League One 2016.

## Squadre partecipanti
| Club                        | Città        | Stadio                             | Stagione precedente               |
| --------------------------- | ------------ | ---------------------------------- | --------------------------------- |
| Beijing Guoan               | Pechino      | Stadio dei Lavoratori di Pechino   | 2º posto in Chinese Super League  |
| Changchun Yatai             | Changchun    | Development Area Stadium           | 13º posto in Chinese Super League |
| Chongqing Lifan             | Chongqing    | Chongqing Olympic Sports Center    | 1º posto in China League One      |
| Guangzhou Evergrande Taobao | Canton       | Tianhe Stadium                     | Campione di Cina                  |
| Guangzhou R&F               | Canton       | Yuexiushan Stadium                 | 3º posto in Chinese Super League  |
| Guizhou Renhe               | Guiyang      | Guiyang Olympic Sports Center      | 6º posto in Chinese Super League  |
| H. Greentown                | Hangzhou     | Yellow Dragon Sports Center        | 12º posto in Chinese Super League |
| Henan Jianye                | Zhengzhou    | Zhengzhou Hanghai Stadium          | 14º posto in Chinese Super League |
| Jiangsu Guoxin-Sainty       | Nanchino     | Nanjing Olympic Sports Center      | 8º posto in Chinese Super League  |
| Liaoning                    | Shenyang     | Panjin Stadium                     | 10º posto in Chinese Super League |
| Shandong Luneng Taishan     | Jinan        | Luneng Big Stadium                 | 4º posto in Chinese Super League  |
| Shanghai Shenhua            | Shanghai     | Stadio di Hongkou                  | 9º posto in Chinese Super League  |
| Shanghai Shenxin            | Shanghai     | Yuanshen Sports Centre Stadium     | 11º posto in Chinese Super League |
| Shanghai SIPG               | Shanghai     | Stadio di Shanghai                 | 5º posto in Chinese Super League  |
| Shijiazhuang E.B.           | Shijiazhuang | Yutong International Sports Center | 2º posto in China League One      |
| Tianjin Teda                | Tianjin      | Tianjin Olympic Center Stadium     | 7º posto in Chinese Super League  |

## Allenatori
| Club                        | Allenatore                                                          |
| --------------------------- | ------------------------------------------------------------------- |
| Beijing Guoan               | Gregorio Manzano                                                    |
| Changchun Yatai             | Gao Jinggang (1ª-13ª) Marijo Tot (14ª-30ª)                          |
| Chongqing Lifan             | Wang Baoshan                                                        |
| Guangzhou Evergrande Taobao | Fabio Cannavaro (1ª-13ª) Luiz Felipe Scolari (14ª-30ª)              |
| Guangzhou R&F               | Cosmin Contra (1ª-20ª) Li Bing (21ª-24ª) Dragan Stojković (25ª-30ª) |
| Guizhou Renhe               | Zhu Jiong (1ª-7ª) Li Chunman (8ª-17ª) Gong Lei (18ª-30ª)            |
| Hangzhou Greentown          | Philippe Troussier (1ª-16ª) Yang Ji (17ª-30ª)                       |
| Henan Jianye                | Jia Xiuquan                                                         |
| Jiangsu Guoxin-Sainty       | Gao Hongbo (1ª-16ª) Arie Schans (17ª) Dan Petrescu (18ª-30ª)        |
| Liaoning Whowin             | Chen Yang (1ª-21ª) Ma Lin (22ª-30ª)                                 |
| Shandong Luneng Taishan     | Cuca                                                                |
| Shanghai Shenhua            | Francis Gillot                                                      |
| Shanghai Shenxin            | Guo Guangqi (1ª-5ª) Liu Junwei (6ª-30ª)                             |
| Shanghai SIPG               | Sven-Göran Eriksson                                                 |
| Shijiazhuang E.B.           | Jasen Petrov                                                        |
| Tianjin Teda                | Arie Haan                                                           |

## Classifica finale
|                 | Pos. | Squadra            | Pt | G  | V  | N  | P  | GF | GS | DR  |
| --------------- | ---- | ------------------ | -- | -- | -- | -- | -- | -- | -- | --- |
| Cina (bandiera) | 1.   | Guangzhou E.       | 67 | 30 | 19 | 10 | 1  | 71 | 28 | +43 |
|                 | 2.   | Shanghai Haigang   | 65 | 30 | 19 | 8  | 3  | 63 | 35 | +28 |
|                 | 3.   | Shandong Taishan   | 59 | 30 | 18 | 5  | 7  | 66 | 41 | +25 |
|                 | 4.   | Beijing Guoan      | 56 | 30 | 16 | 8  | 6  | 46 | 26 | +20 |
|                 | 5.   | Henan Jianye       | 46 | 30 | 12 | 10 | 8  | 35 | 30 | +5  |
|                 | 6.   | Shanghai Shenhua   | 42 | 30 | 12 | 6  | 12 | 42 | 44 | -2  |
|                 | 7.   | Shijiazhuang Yong. | 39 | 30 | 8  | 15 | 7  | 34 | 31 | +3  |
| [ 4 ]           | 8.   | Jiangsu Sainty     | 35 | 30 | 9  | 8  | 13 | 39 | 48 | -9  |
|                 | 9.   | Changchun Yatai    | 35 | 30 | 8  | 11 | 11 | 39 | 47 | -8  |
|                 | 10.  | Chongqing Lifan    | 35 | 30 | 9  | 8  | 13 | 37 | 52 | -15 |
|                 | 11.  | Hangzhou Lücheng   | 33 | 30 | 8  | 9  | 13 | 27 | 35 | -8  |
|                 | 12.  | Guangzhou R&F      | 31 | 30 | 8  | 7  | 15 | 35 | 41 | -6  |
|                 | 13.  | Tianjin Teda       | 31 | 30 | 7  | 10 | 13 | 39 | 46 | -7  |
|                 | 14.  | Liaoning           | 31 | 30 | 7  | 10 | 13 | 30 | 46 | -16 |
|                 | 15.  | Guizhou Renhe      | 29 | 30 | 7  | 8  | 15 | 39 | 52 | -13 |
|                 | 16.  | Shanghai Shenxin   | 17 | 30 | 4  | 5  | 21 | 30 | 70 | -40 |

Legenda:

      Campione di Cina e ammessa alla fase a gironi di 'AFC Champions League 2016

      Ammessa alla fase a gironi di AFC Champions League 2016

      Ammessa al terzo turno preliminare di AFC Champions League 2016

      Ammessa al secondo turno preliminare di AFC Champions League 2016

      Retrocesse in China League One 2016
Tre punti a vittoria, uno a pareggio, zero a sconfitta.
La classifica viene stilata secondo i seguenti criteri:
- Punti conquistati
- Punti negli scontri diretti
- Differenza reti negli scontri diretti
- Reti realizzate negli scontri diretti
- Differenza reti generale
- Reti totali realizzate
- Classifica fair-play
- Sorteggio

## Risultati

### Tabellone
|                       | Bei  | Cha  | Cho  | GuE  | GRF  | Gui  | Han  | Hen  | Jia  | Lia  | ShL  | SSH  | SSX  | SSI  | Shi  | Tia  |
| --------------------- | ---- | ---- | ---- | ---- | ---- | ---- | ---- | ---- | ---- | ---- | ---- | ---- | ---- | ---- | ---- | ---- |
| Beijing Guoan         | –––– | 3-1  | 2-0  | 0-2  | 2-0  | 2-2  | 4-0  | 1-0  | 1-0  | 2-0  | 3-1  | 2-0  | 2-1  | 0-0  | 3-1  | 3-0  |
| Changchun Yatai       | 1-2  | –––– | 2-1  | 0-2  | 1-2  | 2-1  | 1-0  | 2-0  | 2-2  | 2-1  | 1-2  | 2-1  | 1-1  | 0-2  | 0-3  | 2-2  |
| Chongqing Lifan       | 0-3  | 2-1  | –––– | 1-2  | 2-1  | 1-1  | 1-2  | 1-1  | 2-3  | 1-1  | 2-2  | 0-2  | 2-0  | 2-4  | 1-0  | 1-1  |
| Guangzhou Evergrande  | 0-0  | 1-1  | 7-0  | –––– | 2-2  | 3-0  | 1-0  | 1-1  | 3-3  | 6-1  | 2-2  | 2-2  | 6-1  | 1-1  | 2-1  | 2-2  |
| Guangzhou R&F         | 0-0  | 2-2  | 2-0  | 1-2  | –––– | 4-0  | 2-0  | 1-2  | 2-1  | 0-1  | 2-4  | 0-1  | 1-3  | 2-3  | 0-0  | 1-0  |
| Guizhou Renhe         | 2-1  | 2-2  | 0-1  | 2-3  | 2-2  | –––– | 1-2  | 2-0  | 0-1  | 0-1  | 2-2  | 1-2  | 2-1  | 2-0  | 0-0  | 0-1  |
| Hangzhou Greentown    | 1-1  | 0-1  | 1-3  | 0-1  | 1-2  | 1-0  | –––– | 0-0  | 2-1  | 0-0  | 0-1  | 4-1  | 4-2  | 1-1  | 1-1  | 2-1  |
| Henan Jianye          | 0-1  | 0-0  | 3-3  | 2-1  | 1-0  | 1-1  | 0-0  | –––– | 1-0  | 1-1  | 1-0  | 2-1  | 5-0  | 2-2  | 0-1  | 3-1  |
| Jiangsu Guoxin-Sainty | 0-0  | 1-1  | 1-2  | 0-1  | 2-2  | 2-0  | 1-1  | 1-1  | –––– | 2-1  | 2-3  | 3-2  | 1-0  | 1-4  | 2-1  | 1-1  |
| Liaoning              | 1-0  | 2-2  | 1-1  | 1-3  | 1-0  | 2-1  | 0-2  | 0-1  | 2-3  | –––– | 3-2  | 1-0  | 1-1  | 1-3  | 1-1  | 3-2  |
| Shandong Luneng       | 3-0  | 2-0  | 3-0  | 1-2  | 1-2  | 5-2  | 2-1  | 2-1  | 5-1  | 2-0  | –––– | 2-0  | 2-2  | 0-1  | 3-1  | 2-3  |
| Shanghai Shenhua      | 3-1  | 3-0  | 2-2  | 0-3  | 1-0  | 1-1  | 2-0  | 1-0  | 3-1  | 3-1  | 1-2  | –––– | 6-2  | 1-2  | 0-0  | 1-0  |
| Shanghai Shenxin      | 0-4  | 1-4  | 0-1  | 2-4  | 2-1  | 2-5  | 2-0  | 1-2  | 0-1  | 2-1  | 1-2  | 1-1  | –––– | 0-2  | 0-0  | 0-1  |
| Shanghai SIPG         | 1-1  | 5-3  | 2-1  | 0-3  | 2-1  | 3-1  | 2-1  | 3-0  | 2-1  | 2-1  | 3-4  | 5-0  | 2-0  | –––– | 2-2  | 2-1  |
| Shijiazhuang E.B.     | 2-2  | 0-0  | 2-0  | 1-1  | 1-0  | 1-2  | 0-0  | 0-1  | 2-1  | 1-1  | 1-1  | 2-0  | 2-1  | 2-2  | –––– | 4-3  |
| Tianjin Teda          | 4-0  | 1-1  | 0-3  | 0-2  | 2-0  | 3-4  | 0-0  | 2-3  | 1-0  | 0-0  | 1-3  | 1-1  | 4-1  | 0-0  | 1-1  | –––– |

## Statistiche

### Squadre

#### Capoliste solitarie
|    | —— | —— | ——   | —— | ——            | ——            | ——            | ——            | ——            | ——  | ——  | ——  | ——  | ——  | ——            | ——            | ——            | ——   | ——   | ——   | ——  | ——   | ——   | ——                   | ——                   | ——                   | ——                   | ——                   | ——                   | —— |  |
|    |    |    | SIPG |    | Shanghai SIPG | Shanghai SIPG | Shanghai SIPG | Shanghai SIPG | Shanghai SIPG |     |     |     |     |     | Beijing Guoan | Beijing Guoan | Beijing Guoan | SIPG | SIPG | SIPG | Gua | SIPG | SIPG | Guangzhou Evergrande | Guangzhou Evergrande | Guangzhou Evergrande | Guangzhou Evergrande | Guangzhou Evergrande | Guangzhou Evergrande |    |  |
|    |    |    |      |    |               |               |               |               |               |     |     |     |     |     |               |               |               |      |      |      |     |      |      |                      |                      |                      |                      |                      |                      |    |  |
|    |    |    |      |    |               |               |               |               |               |     |     |     |     |     |               |               |               |      |      |      |     |      |      |                      |                      |                      |                      |                      |                      |    |  |
| 1ª | 2ª | 3ª | 4ª   | 5ª | 6ª            | 7ª            | 8ª            | 9ª            | 10ª           | 11ª | 12ª | 13ª | 14ª | 15ª | 16ª           | 17ª           | 18ª           | 19ª  | 20ª  | 21ª  | 22ª | 23ª  | 24ª  | 25ª                  | 26ª                  | 27ª                  | 28ª                  | 29ª                  | 30ª                  |    |  |

#### Primati stagionali
Squadre
- Maggior numero di vittorie: Guangzhou Evergrande e Shanghai SIPG (19).
- Minor numero di sconfitte: Guangzhou Evergrande (1).
- Migliore attacco: Guangzhou Evergrande (71 gol fatti).
- Miglior difesa: Beijing Guoan (26 gol subiti).
- Miglior differenza reti: Guangzhou Evergrande (+43).
- Maggior numero di pareggi: Shijiazhuag Ever Bright (15).
- Minor numero di pareggi: Shandong Luneng e Shanghai Shenxin (5).
- Maggior numero di sconfitte: Shanghai Shenxin (21).
- Minor numero di vittorie: Shanghai Shenxin (4).
- Peggiore attacco: Hangzhou Greentown (27 gol fatti).
- Peggior difesa: Shanghai Shenxin (70 gol subiti).
- Peggior differenza reti: Shanghai Shenxin (−40).
- Miglior serie positiva:
- Peggior serie negativa:

Partite
- Più gol:
- Maggiore scarto di gol:
- Maggior numero di espulsioni:

### Individuali

#### Classifica marcatori
| Gol |  |  | Giocatore           | Squadra                     |
| --- |  |  | ------------------- | --------------------------- |
| 21  |  |  | Aloísio             | Shandong Luneng Taishan     |
| 19  |  |  | Ricardo Goulart     | Guangzhou Evergrande Taobao |
| 16  |  |  | Dejan Damjanović    | Beijing Guoan               |
| 15  |  |  | Hernán Barcos       | Tianjin Teda                |
| 15  |  |  | Emanuel Gigliotti   | Chongqing Lifan             |
| 14  |  |  | Wu Lei              | Shanghai SIPG               |
| 13  |  |  | Gao Lin             | Guangzhou Evergrande Taobao |
| 13  |  |  | Jacob Mulenga       | Shijiazhuang E.B.           |
| 12  |  |  | Tobias Hysén        | Shanghai SIPG               |
| 12  |  |  | Anselmo Ramon       | Hangzhou Greentown          |
| 11  |  |  | Tim Cahill          | Shanghai Shenhua            |
| 11  |  |  | Patiño              | Henan Jianye                |
| 11  |  |  | Ricardo Santos      | Guizhou Renhe               |
| 10  |  |  | Pablo Batalla       | Beijing Guoan               |
| 10  |  |  | Daniel Chima Chukwu | Shanghai Shenxin            |

## Verdetti finali
- Guangzhou Evergrande Taobao campione di Cina 2015 e ammesso alla fase a gironi della AFC Champions League 2016.
- Jiangsu Sainty vincitore della coppa di Cina 2015 e ammesso alla fase a gironi della AFC Champions League 2016.
- Shanghai SIPG ammesso al terzo turno preliminare della AFC Champions League 2016.
- Shandong Luneng Taishan ammesso al secondo turno preliminare della AFC Champions League 2016.
- Guizhou Renhe e Shanghai Shenxin retrocessi in China League One 2016.